# Lucha playa
La lucha se ha ido desarrollando bajo formas tradicionales sobre tierra, arena, serrín, etc. Estas formas de lucha con normas simples cautivan aún hoy día, a un numeroso público. La dirección de la United World Wrestling (UWW), pues, decidió codificar una forma de lucha que pueda practicarse en todas partes, sin ningún medio técnico, y que reúna elementos de estas luchas tradicionales bajo el nombre de lucha playa (beach wrestling).
Esta forma de lucha sirve para popularizar la lucha, permitir practicar este deporte en los países en que se dispone de pocos medios económicos y materiales, animar por una actividad lúdica y natural los clubes de vacaciones, etc, establecer una nueva actividad que puede estimular la lucha en los países y atraer a patrocinadores a la lucha a través de una nueva disciplina atractiva y popular.

## Reglamento

### Área de combate
Todos los eventos y competiciones bajo el control y tutela de la UWW tendrán lugar dentro de un círculo de 7 metros de diámetro definidos por cinta ancha o cuerda grosa de 8-10 centímetros y de un color que contraste con el color de la arena y sin ninguna parte metálica. El interior estará recubierto con un mínimo de 30 centímetros de arena fina libre de piedras, conchas o cualquier otro objeto.

### Arbitraje
Se desarrolla con un (1), árbitro y un (1), juez de arena cualquier duda acerca de circunstancias presentadas durante la celebración del combate relacionadas con adjudicación de puntuaciones dudosa se acudirá al vídeo reglamentario
Aspectos de competición
- El sistema de competición será el de eliminación directa con repesca para los que perdieron contra los finalistas.
- La duración de los combates será de un único periodo de 3 minutos.
- El combate empezara con un pitido del arbitro.

### Categorías de pesos oficiales
Seniors (20 años y mayores)
- Femenino: 50 kg ;60 kg; 70 kg; +70 kg
- Masculino: 70 kg; 80 kg; 90 kg; +90 kg

Juniors (18-20 años)
- Femenino: 50; 60; +60 kg

- Masculino: 60; 70; 80; +80kg

Cadetes (16-17 años*)
- Mujer: 50; +50 kg

- Masculino: 60; 70; +70kg

Cadetes (con 15 años con certificado médico y paterno)
Juniors (con 17 años con certificado médico y paterno)

### Victoria
El objetivo es marcar 3 puntos durante la lucha.

#### Puntos Técnicos
1 Punto :
- Derribar al oponente haciendo tocar el suelo con algo que no sean los pies o las manos.
- Llevar cualquier parte del cuerpo del oponente fuera del circulo que delimita el área de combate.
- Si el oponente recibe una amonestación.

3 Puntos :
- Derribar al oponente haciendo que este caiga sobre su espalda.

### Prohibiciones
- Patada o golpe de puño.

- Ataque sobre la cara o el cabello.

- Cubrirse el cuerpo de materia grasa o resbaladiza.

- Presas que pueden causar una luxación.

- La parada del combate por cualquier razón está prohibida.

### Vestimenta
- Los hombres llevarán traje de baño, y las mujeres bañador de una o dos piezas.
- Sin calzado.
- Los luchadores llevarán una banda en el tobillo de color rojo o azul, así como un número, que deberá entregar al árbitro cuando pierda.